# Académie de Montauban

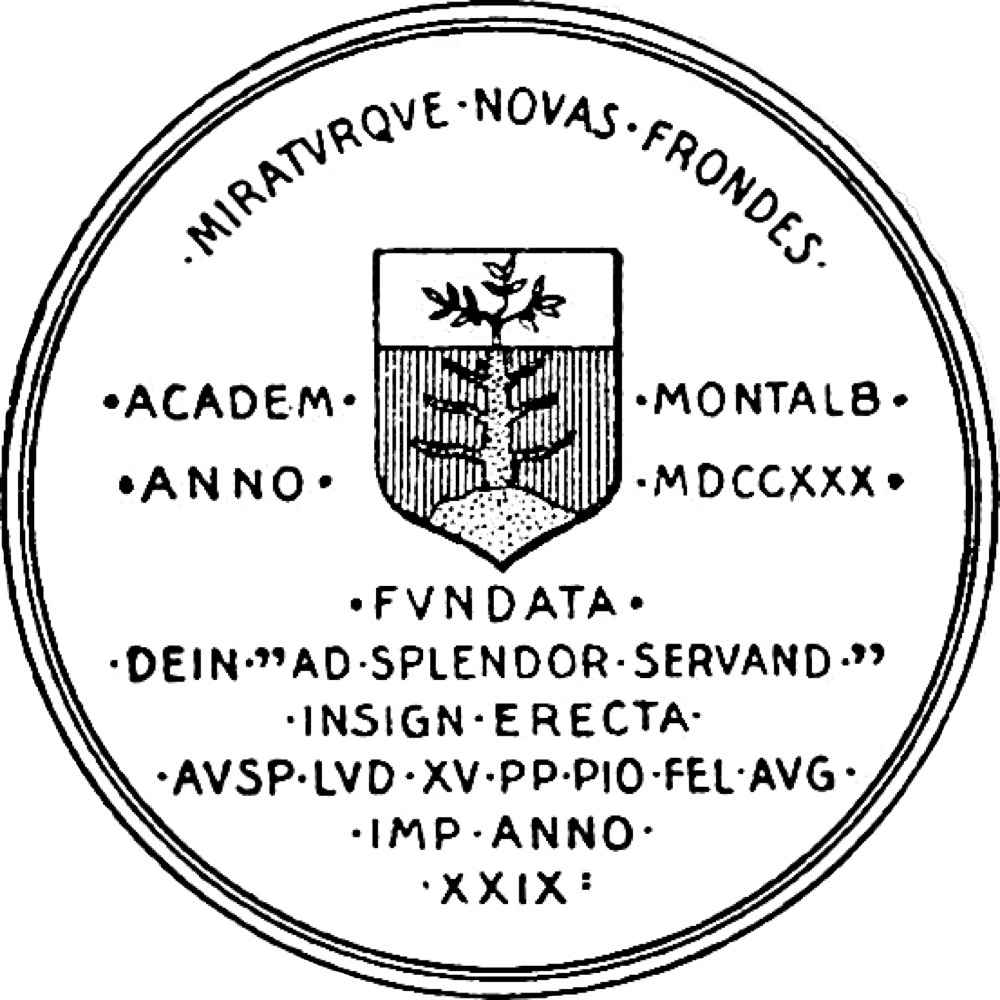
Zegel van de academie

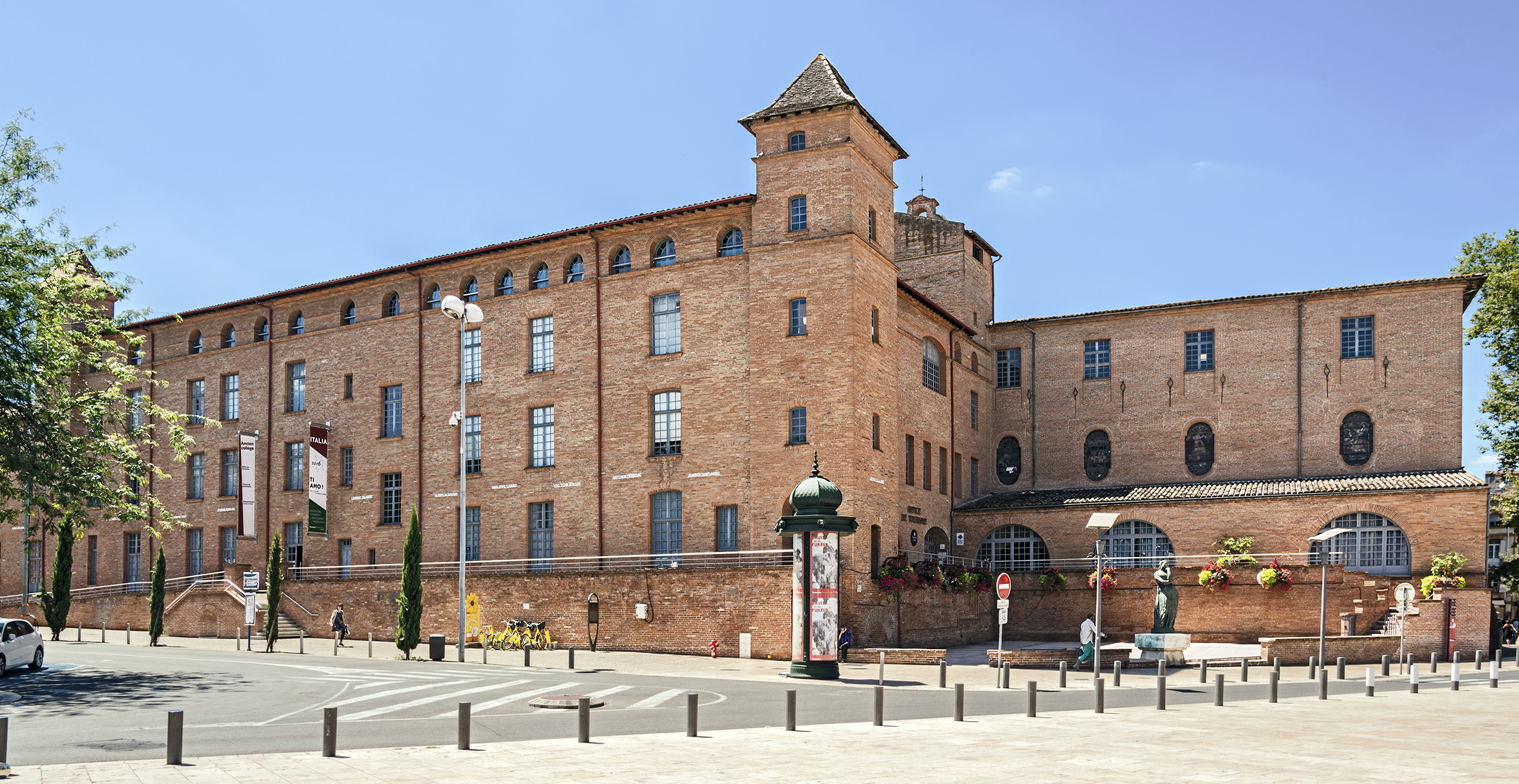
Voormalig jezuïetencollege in Montauban

De Académie de Montauban is een academie voor wetenschappen, literatuur en kunsten in de Franse stad Montauban. De academie werd gesticht in 1744 en is gevestigd in het voormalig jezuïetencollege in Montauban.

## Geschiedenis
Grondlegger van de academie was schrijver en dichter Jean-Jacques Lefranc de Pompignan, toen nog magistraat in Montauban. In 1730 richtte hij met enkele vrienden waaronder Louis de Cahusac een literaire kring op in zijn geboortestad, de Société littéraire de Montauban. Als academie werd ze in 1744 officieel erkend door koning Lodewijk XV. In de jaren na de Franse Revolutie hield de academie feitelijk op te bestaan en ze werd afgeschaft in 1793. Drie jaar later richtte astronoom en politicus Anne Jean Pascal Chrysostome Duc-Lachapelle de Société des Sciences et des Arts op. Deze vereniging nam later opnieuw de naam Académie de Montauban aan. Tot 1891 telde de academie 30 leden. 

## Werkzaamheden
De Académie de Montauban heeft het statuut van een vereniging van algemeen belang en is lid van de Conférence nationale des Académies. De academie vergadert maandelijks en verzorgt allerlei publicaties waaronder een jaarlijkse verzameling (Recueil) met de verslagen van de vergaderingen en werken van haar leden. De academie heeft haar zetel in het Maison de la Culture, dat ondergebracht is in het voormalig Jezuïetencollege.

## Leden
De academie telt 40 verkozen leden, 3 leden van rechtswege (de burgemeester van Montauban, de prefect van Tarn-et-Garonne en de voorzitter van de Conseil départemental), ereleden en 5 correspondenten.